# 桜本 (福島市)
桜本（さくらもと）は、福島県福島市の大字である。郵便番号は字木通沢が960-2251、その他が960-2151。

## 地理
福島市西部の吾妻地域に属し、地区中部に位置する。北で町庭坂、在庭坂、二子塚、上野寺と、東で仁井田と、南で佐倉下、上名倉の北端角、庄野、土船、佐原と、西で土湯温泉町とそれぞれ隣接する。概ね市町村制施行以前の旧信夫郡桜本村域にあたる。福島盆地西部の平野部から、吾妻小富士山頂までの東西に非常に長い区域を持つ。東側は荒川と須川に挟まれた平野部であり、水田や果樹園が広がる。西側は吾妻連峰の広大な山中であり、中腹には微温湯温泉や信夫温泉といった温泉宿が存在する。信夫温泉が所在する区域が郵便番号や市立学校通学区域が唯一異なる字木通沢である。上町に所在する福島警察署及び上野寺に所在する福島消防署西出張所がそれぞれ管轄にあたる。

### 山
- 吾妻山
  - 吾妻小富士

### 河川・湖沼
- 荒川
  - 須川
    - 白津川

### 主な字
- 相沢
- 会沢新林
- 赤渋
- 木通沢
- 小豆田
- 宇類原
- 江添
- 大久保
- 大平
- 男浪
- 愛宕
- 一本松
- 内川
- 愛宕前
- 会沢
- 上新屋敷
- 上砂田
- 上鷹ノ巣
- 上段
- 川越

- 川端
- 川原
- 川原田
- 北
- 北蟹田
- 北刈野
- 熊野前
- 北須川
- 北道田
- 街道下
- 上道田
- 荒神
- 柿畑
- 桜下
- 下蟹田
- 下新屋敷
- 下砂田
- 下段
- 下林
- 下谷地

- 白津
- 新開上
- 新開前
- 新田
- 下田
- 須川端
- 代場
- 下道田
- 下柳
- 下原
- 新開後
- 下鷹ノ巣
- 田中島
- 玉木
- 玉北
- 玉南
- 溜井畑
- 天神畑
- 遠北
- 百目木

- 中林
- 梨子沢
- 梨沢前
- 西蟹田
- 温湯
- 中須川
- 中島
- 原田
- 舟石
- 細町
- 前川原
- 前田
- 前畑
- 前原
- 南刈野
- 南林
- 向白津
- 向田
- 向原
- 的場

- 前谷地
- 皆沢
- 森子段
- 谷地後
- 遊山小屋
- 横森
- 芳谷地
- 柳田
- 若狭田

## 歴史
- 1889年（明治22年）4月1日 - 町村制の施行により信夫郡水保村が発足。旧桜本村域は水保村の大字となる。
- 1956年（昭和31年）9月30日 - 水保村が合併により吾妻村となり、吾妻村の大字となる。（1962年（昭和37年）11月1日に町制施行し吾妻町となる。）
- 1968年（昭和43年）10月1日 - 吾妻町が福島市に編入され、福島市の大字となる。

## 世帯数と人口
2022年（令和4年）6月30日現在の世帯数と人口は以下の通りである。
| 大字 | 世帯数  | 人口  |
| ---- | ------- | ----- |
| 桜本 | 273世帯 | 674人 |

## 小・中学校の学区
市立小・中学校に通う場合、学区は以下の通りとなる。
| 番地           | 小学校             | 中学校             |
| -------------- | ------------------ | ------------------ |
| 字木通沢       | 福島市立庭塚小学校 | 福島市立吾妻中学校 |
| 上記を除く全域 | 福島市立水保小学校 | 福島市立吾妻中学校 |

## 交通

### 道路
- 東北自動車道（北東端をかすめる）
- 福島県道5号上名倉飯坂伊達線
  - 須川橋（須川）
  - 下白津川橋（白津川）
- 福島県道70号福島吾妻裏磐梯線
  - 磐梯吾妻スカイライン
- 福島県道126号福島微温湯線
- 福島市道17号鳥川大笹生線
  - さくら橋（荒川）
- 福島市道37号土船庭塚線
- 福島市道115号湯町姥堂線
- 福島市道116号佐原折戸線（福島西部広域農道）

### バス
福島交通路線バス
- （福島駅・大原綜合病院方面） - 前畑 - 桜本 - 西工業団地入口 - （土船方面）
  - 土船

## 施設
- 信夫温泉
- 微温湯温泉
- 浄楽園
- 桜本運動公園
- 曹洞宗 櫻本寺